# Cmentarz wojenny w Neuville-Saint-Vaast
Cmentarz wojenny w Neuville-Saint-Vaast – cmentarz żołnierzy niemieckich poległych podczas I wojny światowej, położony w Neuville-Saint-Vaast koło Arras w północnej Francji.
Cmentarz został zbudowany w 1919 roku przez Francuzów jako miejsce pochówku niemieckich żołnierzy poległych podczas I wojny światowej w walkach, które odbywały się na północ oraz na wschód od Arras. Obecnie cmentarz podlega administracji Niemieckiej Komisji Cmentarzy Wojennych (niem. Volksbund Deutsche Kriegsgräberfürsorge), której celem jest nadzór oraz opieka nad niemieckimi cmentarzami wojennymi w Europie i Afryce Północnej.
Na cmentarzu spoczywa łącznie 48 333 żołnierzy niemieckich, co czyni cmentarzysko w Neuville-Saint-Vaast największym cmentarzem żołnierzy niemieckich we Francji. Na cmentarzu znajduje się także kilka grobów żołnierzy żydowskich, którzy zginęli po stronie niemieckiej. Oprócz grobów żołnierzy niemieckich poległych pod Arras są tu także pochowane ciała żołnierzy niemieckich poległych pod Artois oraz w trakcie trwania ofensywy niemieckiej roku 1918.